# لولوبة جهنمية
لولوبة جهنمية (الاسم العلمي: Spiranthes infernalis) هي نوع من النباتات يتبع جنس اللولوبة من الفصيلة السحلبية.